# Erythrina ankaranensis
Erythrina ankaranensis  (лат.) — вид цветковых растений рода Эритрина (Erythrina) семейства Бобовые (Fabaceae). Эндемик Мадагаскара. Обитает в сухих лесах в местах выхода на поверхность известняковых пород на высоте до 499 м над уровнем моря в горах Анкарана провинции Анциранана.